# Christian Kabasele
Christian Kabasele (ur. 24 lutego 1991 w Lubumbashi) – belgijski piłkarz kongijskiego pochodzenia występujący na pozycji obrońcy w angielskim klubie Watford. Wychowanek Eupen, w swojej karierze grał także w takich klubach, jak Mechelen, Łudogorec Razgrad oraz KRC Genk. Znalazł się w kadrze reprezentacji Belgii na Mistrzostwa Europy 2016, jednakże w reprezentacji Belgii zadebiutował 9 listopada 2016 w zremisowanym 1:1 meczu towarzyskim z Holandią.